# تاريخ جمهورية أيرلندا
جمهورية أيرلندا خرجت إلى حيز الوجود عام 1922 باسم الدولة الأيرلندية الحرة، سيادة داخل دول الكومنولث، بعد أن انفصلت عن المملكة المتحدة تحت المعاهدة البريطانية الايرلندية. وهي تتألف من 26 مقاطعة من مقاطعة أيرلندا 32. في دستور 1937 تغير اسم الدولة  أيرلندا . في عام 1949 أصبح صراحةً الجمهورية، وانتهت عضويتها –الهشة أساساً– للكومنولث البريطاني. وفي عام 1973 انضمت إلى المجتمعات الأوروبية.
عقب تأسيس دولة أيرلندا الحرة، انخرطت الأخيرة في حرب أهلية بين الوطنيين الداعمين للاتفاقية وخصومهم الداعمين للجمهورية. انتصر مناصرو الاتفاقية، وعلى رأسهم حزب جمعية الغايل، في ذاك الصراع وفازوا أيضًا في الانتخابات اللاحقة، وشكلوا حكومة الدولة حتى عام 1932، حينها تنازلوا عن السلطة بشكل سلمي لخصومهم معارضي الاتفاقية، وعلى رأسهم حزب فيانا فايل، الذي تمكن من هزيمة مناصري الاتفاقية في الانتخابات. على الرغم من البدايات العنيفة لدولة أيرلند الحرة، استطاعت الحفاظ على الديموقراطية الليبرالية عبر تاريخ وجودها. أدت التغيرات التي برزت في ثلاثينيات القرن الماضي إلى إزالة كثير من الروابط بين أيرلندا وبريطانيا، والتي نشأت وفق الاتفاقية السابقة. أظهر الموقف الحيادي الذي اتخذته أيرلندا في الحرب العالمية الثانية استقلالها عن بريطانيا حتى في أمور السياسة الخارجية.
في المجال الاقتصادي، مرّت دولة أيرلندا بكثير من التقلبات. فعند استقلالها، كانت إحدى أغنى الدول في أوروبا من ناحية معدل دخل الفرد. لكنها ورثت في المقابل بعض المشاكل جراء الحكم البريطاني، مثل البطالة والنزوح والنمو الجغرافي غير المتساوي وضعف البنية الصناعية. وعلى مر تاريخها، عانت أيرلندا من أجل معالجة تلك المشاكل، خاصة مشكلة الهجرة التي بلغت ذروتها خلال ثلاثينيات القرن الماضي وخمسينياته وثمانينياته، عندما سجّل الاقتصاد نمواً قليلًا.
في ثلاثينيات القرن الماضي، حاولت حكومات حزب فيانا فايل خلق صناعات محلية أيرلندية مستغِلة الإعانات المالية وتعريفات الحماية الجمركية. في أواخر الخمسينيات، تخلّت الحكومات عن تلك السياسات مقابل اعتناقها سياسة التجارة الحرة مع عددٍ من الدول المختارة، وتشجيع الاستثمار الأجنبي عن طريق تخفيض الضرائب. توسعت أيرلندا في تلك السياسة عندما دخلت السوق الأوروبية المشتركة عام 1973. في تسعينيات القرن الماضي والعقد الأول من القرن الحادي والعشرين، شهدت أيرلندا انتعاشًا اقتصاديًا، ويُشار إلى تلك الفترة بـ«النمر الكلتي»، فحينها تجاوز الناتج المحلي الإجمالي للبلد نظيره في عددٍ من البلدان الأوروبية المجاورة. تجاوز معدل الهجرة أيضًا معدل النزوح، ما أدى إلى ازدياد التعداد السكاني في البلد لأكثر من 4 ملايين نسمة. منذ عام 2008، شهدت أيرلندا أزمة حادة في قطاع البنوك والدَين السيادي. أدى هذا الركود الاقتصادي المترتب على الأزمات السابقة إلى تأثر أيرلندا بأزمة الكساد العالمي بشكل كبير.
منذ عام 1937 وحتى عام 1998، احتوى دستور أيرلندا على دعاوى تتمثل في حق أيرلندا بتحرير أيرلندا الشمالية وتوحيدها، وطالب الدستور باعتبارها جزءًا من أراضي الأمة الأيرلندية. عارضت الدولة ذلك، واستخدمت قوات الأمن ضد الجماعات المسلحة –على رأسها الجيش الجمهوري الأيرلندي– التي حاولت توحيد أيرلندا بالقوة. وقع ذلك في خمسينيات القرن الماضي، واستمر الوضع كذلك في سبعينيات القرن الماضي وثمانينياته، ولو بشكل أقل. حاولت الحكومات الأيرلندية حينها التوسط لتوقيع اتفاقية خاصة بالصراع حول أيرلندا الشمالية، والمعروف باسم «المشاكل»، والذي امتدّ منذ عام 1968 حتى أواخر تسعينيات القرن الماضي. اعترفت الحكومة البريطانية رسميًا بحق الحكومة الأيرلندية المتمثل بكونها طرفًا في مفاوضات أيرلندا الشمالية، التي أُدرجت ضمن الاتفاقية الأنجلو أيرلندية عام 1985. في عام  1998، وبصفة أيرلندا جزءًا من اتفاق الجمعة العظيمة، عُدل الدستور الأيرلندي عن طريق استفتاء، وكان الهدف من التعديل إزالة الادعاء الذي طالب بضم أيرلندا الشمالية. في المقابل، عُدل حقّ الحصول على الجنسية الأيرلندية فشمل جميع سكان الجزيرة، أي أصبح بإمكان سكان أيرلندا الشمالية مثلًا الحصول على الجنسية الأيرلندية إذا أرادوا ذلك.

## خلفية الاستقلال

### النزعة الانفصالية والتمرد والتجزئة
وفقًا لقوانين الاتحاد، فأيرلندا بأكملها جزءٌ من المملكة المتحدة لبريطانيا العظمى وأيرلندا، منذ عام 1801 حتى السادس من شهر ديسمبر عام 1992. لكن منذ ثمانينيات القرن التاسع عشر، برز حماسٌ وطني للاستقلال أو الحكم الذاتي. دعت بعض الأصوات الأخرى الأكثر تطرفًا، مثل الأخوية الجمهورية الأيرلندية، لاستقلال أيرلندا، لكن تلك الأصوات ظلت أقلية.
في عامي 1912 و1913، اقترحت الحكومة الليبرالية في بريطانيا مشروع قانون للحكم الذاتي. أثار ذلك خوف الاتحاديين في الشمال، فنظموا ميليشيا متطوعي أولستر، وهي ميليشيا مسلحة قاومت الحكم الذاتي بالقوة. ردّ الوطنيون على ذلك بتأسيس جيش المتطوعين الأيرلنديين. وبناءً على الوضع الراهن، اقتُرح تجزيء أيرلندا في محادثات ثلاثية الأطراف، بين الحزب البرلماني الأيرلندي وحزب الاتحاديين والحكومة البريطانية. في عام 1914، أصدر برلمان المملكة المتحدة مشروع قانون الحكم الذاتي الأيرلندي الثالث، لكنه أوقف سريان القانون حتى نهاية الحرب العالمية الأولى.
طالب الزعيم الوطني جون ريدموند بدعم مساعي الحرب البريطانية، وخدم عددٌ كبير من الأيرلنديين في الجيش البريطاني (انظر أيرلندا والحرب العالمية الأولى)، في المقابل، أدت الحرب والإحباط الذي رافق الطموحات الوطنية الراغبة بالحكم الذاتي إلى تطرف هؤلاء الوطنيين الأيرلنديين. في عام 1916، قادت مجموعة من ناشطي الأخوية الجمهورية الأيرلندية، التي كان أعضاؤها ضمن المتطوعين الأيرلنديين في الجيش، تمردًا في دبلن يهدف إلى استقلال أيرلندا، وعُرف هذا التمرد بثورة عيد الفصح. لم يحظَ التمرد بدعم شعبي وأُخمد خلال أسبوع من بدئه، لكن كان لإعدام قادته وبدء عمليات الاعتقال الجماعي للناشطين الوطنيين المتطرفين أثرٌ سلبي على الرأي العام الوطني. عقب محاولة التمرد الأولى، برزت في المؤتمر الأيرلندي محاولة أخرى لحلّ أزمة الحكم الذاتي، لكنها لم تنجح أيضًا. في نهاية المطاف، جاء مقترح بريطاني مفاده توسيع عمليات التجنيد من أجل الحرب لتشمل أيرلندا، فأثار معارضة واسعة النطاق، وبرز الاستياء الشعبي من الحزب البرلماني الأيرلندي الذي دعم مساعي الحرب البريطانية.
أدت جميع تلك العوامل إلى دعم الشعب حزبَ شين فين، الحزب الذي قاده محاربو تمرد عيد الفصح القدامى، والذين طالبوا باستقلال جمهورية أيرلندا. في الانتخابات الأيرلندية العامة لسنة 1918، حاز حزب شين فين على غالبية مقاعد البرلمان، التي كان معظمها بالتزكية. رفض مرشحو حزب شين فين المنتخبون حضور جلسات برلمان المملكة المتحدة في ويستمنستر، وأصروا على الاجتماع في دبلن ضمن البرلمان الثوري الحديث المُسمى «دويل آيرن». أعلنوا أيضًا وجود دولة جديدة تدعى «الجمهورية الأيرلندية» وأسسوا نظامًا حكوميًا لينافسوا المؤسسات الحكومية في المملكة المتحدة.